# SWEEPS
SWEEPS (англ. Sagittarius Window Eclipsing Extrasolar Planet Search) — астрономический проект 2006 года. При помощи телескопа Хаббла (инструмент Advanced Camera for Surveys — Wide Field Channel) проводилась съёмка 180 000 звёзд в течение 7 дней для обнаружения экзопланет транзитным методом.

## Исследуемая область
Зона неба, изучавшаяся в данном проекте расположена в так называемом Окне Стрелец-I, редкой прозрачной зоне в которой видно часть балджа галактики Млечный Путь. Эта область находится в созвездии Стрельца. Уникальность данной области в том, что путь свету от бо́льшей части звёзд центра галактики закрыт тёмными туманностями. Эти звезды находятся на расстоянии примерно в 27 000 световых лет от Земли.

## Обнаруженные планеты
В ходе проекта было обнаружено 16 кандидатов с орбитальными периодами от 0,6 до 4,2 суток. Ранее не обнаруживались планеты с периодом менее 1,2 суток, и поисковая команда назвала их «короткопериодические горячие юпитеры» (англ. ultra-short period planets — сверхкороткопериодичные планеты). Подобные планеты обнаруживались только у маломассивных звёзд. Из этого было сделано предположение, что большие звезды уничтожают любые близкорасположенные планеты либо что планеты у небольших звёзд не могут мигрировать столь же далеко как у больших звёзд.
Планеты обнаруживались примерно с той же плотностью, что и среди ближайших от Земли звёзд.
Планеты SWEEPS-04 и SWEEPS-11 обращаются вокруг звёзд, которые достаточно визуально различимы от ближайших звёзд, чтобы применять метод радиальных скоростей (доплеровский сдвиг в спектре звезды) и получить из него оценку масс планет.
Таблица создана по данным en:Extrasolar Planets Encyclopedia и SIMBAD, которые в свою очередь ссылаются на статью в журнале Nature.